# Trętwianowate
Trętwianowate (Tetragoniaceae Nakai) – rodzina roślin wyróżniana w niektórych systemach klasyfikacyjnych (np. Reveala z lat 1994–1999) w obrębie rzędu goździkowców (Caryophyllales). W nowszych systemach (Reveala z lat 2007–2010, system APG III z 2009 i APG IV z 2016) rośliny tu zaliczane włączane są do pryszczyrnicowatych (Aizoaceae), a jedyny rodzaj mający reprezentanta we florze Polski – nadbrzeżyca (Corrigiola) – do rodziny goździkowatych (Caryophyllaceae).

## Systematyka
Rodzina blisko spokrewniona z pryszczyrnicowatymi (Aizoaceae F. Rudolphi), w nowszych systemach włączana do niej jako podrodzina (w ujęciu Angiosperm Phylogeny Website nazwa Tetragoniaceae jest synonimem dla podrodziny Aizooideae). Reveal zaliczał do tej rodziny tylko dwa rodzaje.
Pozycja w systemie Reveala (1994–1999)
Gromada okrytonasienne (Magnoliophyta Cronquist), podgromada Magnoliophytina, klasa Rosopsida Frohne & U. Jensen ex Reveal, podklasa goździkowe (Caryophyllidae Takht.), nadrząd Caryophyllanae Takht., rząd goździkowce (Caryophyllales Perleb), rodzina trętwianowate (Tetragoniaceae Nakai).
Wykaz rodzajów według Crescent Bloom
- rodzaj: nadbrzeżyca (Corrigiola L.)
- rodzaj: trętwian (Tetragonia L.)